# Vlag van Hastière
De vlag van Hastière is op onbekende datum bij raadsbesluit vastgesteld als de vlag van de Naamse gemeente Hastière. De vlag kan als volgt worden beschreven:
Blauw met het gemeentewapen.
De vlag bestaat uit een blauwe achtergrond waarop het gemeentewapen is afgebeeld.